# Mikee Goodman
Mikee Goodman es un cantante, compositor y productor británico, reconocido por ser uno de los dos vocalistas de la banda británica de heavy metal Sikth. También ha realizado apariciones como cantante invitado en otras bandas como Bat for Lashes, Cyclamen, Deathember y This Is Menace. En 2011 formó junto al guitarrista Adrian Smith el proyecto Primal Rock Rebellion, que grabó el álbum Awoken Broken el 27 de febrero de 2012. Además, trabaja como productor de voces y dirige el casting del videojuego Disco Elysium.

## Discografía

### SikTh
- Let the Transmitting Begin (EP) (2002)
- How May I Help You? (EP) (2002)
- The Trees Are Dead & Dried Out Wait for Something Wild (2003)
- Scent of the Obscene (Sencillo) (2003)
- Death of a Dead Day (2006)
- Flogging the Horses (EP) (2006)
- Opacities  (EP) (2015)
- The Future in Whose Eyes? (2017)

### Primal Rock Rebellion
- Awoken Broken (2012)

### Otras apariciones
- This Is Menace, "No End In Sight" (2005)
- Bat for Lashes, "Fur and Gold" (2006)
- This Is Menace, "The Scene is Dead" (2007)
- Cyclamen, "Sleep Street" (2008)
- Deathember, "The Linear Act" (2011)